# George C. Wortley
George Charles Wortley, född 8 december 1926 i Syracuse i New York, död 21 januari 2014 i Fort Lauderdale i Florida, var en amerikansk republikansk politiker. Han var ledamot av USA:s representanthus 1981–1989.
Wortley utexaminerades 1948 från Syracuse University och var därefter verksam som affärsman och publicist.
Wortley tillträdde 1981 som kongressledamot och satt kvar i representanthuset fram till januari 1989 då han efterträddes av James T. Walsh.